# Ermengarda de Borgonya
Ermengarda de Borgonya (h. 905 - h. 945) va ser, pel seu matrimoni amb Gilbert de Chalon l'any 928, la tercera duquessa de Borgonya.

## Orígens i ascendents
Ermengarda de Borgonya era membre de la dinastia dels Bivínides. Era filla de Ricard I de Borgonya (868 - 921), primer duc de Borgonya i d'Adelaida de Borgonya, comtessa d'Auxerre.
Els seus germans van ser:
- Raül (890 - 936), que fou rei dels francs.
- Hug el Negre (891 - 952), comte d'Outre Saône (Auxonne) i de Mâcon, marquès de Provená i duc de Borgonya.
- Bosó I (895 - 935), abat laic de Saint-Pierre de Moyenmoutier i de Saint-Mont de Remiremont.
- Àlix, casada amb Reinier, comte d'Hainaut.

## Matrimoni i descendència
Ermengarda de Borgonya, ja llavors comtessa d'Autun (921-h.945), es va casar l'any 928 amb Gilbert de Chalon, comte de Chalon, de Beaune i de Dijon. De la seva unió van néixer:
- Ingeltruda (h. 910-h.960), casada amb Robert, vescomte de Dijon.
- Adelaida (928-987), comtessa de Chalon i de Beaune, senyora de Werre i de Donzy, casada el 949 amb Robert de Vermandois, comte de Meaux; i el 968 es va casar amb Lambert de Chalon, comte de Chalon i d'Autun.
- Lietgarda (940-955), casada amb Otó de Borgonya (h. 945-965), comte d'Auxerre.

## Regnat
En accedir al tron de França el seu germà Raül l'any 923, va preferir conferir el ducat de Borgonya al seu antic tinent, Gilbert de Chalon, que va esdevenir el seu cunyat cinc anys més tard, abans que el seu propi germà menor Hug el Negre.
Pel seu matrimoni amb Gilbert de Chalon l'any 928, Ermengarda de Borgonya va esdevenir comtessa de Chalon, Beaune i de Dijon, així com la tercera duquessa de Borgonya.
En 936, el seu germà Hug i Hug el Gran, llavors comte de París, marquès de Nèustria i duc dels francs, es van enfrontar a la decisió del rei Raül i van reivindicar el ducat de Borgonya.
En 938, un tractat signat a Langres, divideix el ducat en tres parts iguals, atribuïdes a Gilbert de Chalon, a Hug el Negre i a Hug el Gran. Cada beneficiari va assumir el títol de duc de Borgonya.
Ermengarda va esdevenir duquessa, però va regnar de fet, amb el seu marit, sobre un territori reduït, i la dona d'Hug el Gran, Edwiga de Saxònia, filla d'Enric I l'Ocellaire, emperador del Sacre Imperi, va prendre el títol ducal. Per part d'Hug el Negre no hi havia duquessa, ja que no estava casat.
Aquesta divisió va acabar l'any 943, per decisió del rei Lluis IV de França, que va conferir tots els dets del ducat de Borgonya a Hug el Gran i va donar a Hug el Negre i a Gilbert de Chalon, el títol de comte principal de Borgonya. Des de llavors, aquests últims van continuar gaudint de la part que se'ls havia atribuït però com a vassalls d'Hug el Gran.
Ermengarda va morir al voltant de l'any 945.

## Títols
Ermengarda era per dret propi comtessa d'Autun, i després del seu matrimoni, també va esdevenir comtessa de Chalon, de Beaune i de Dijon, i duquessa de Borgonya. Va perdre el títol de duquessa l'any 943, i va esdevenir comtessa principal de Borgonya.